# بردگوری ده کهنه
بردگوری ده کهنه مربوط به دوره هخامنشی -دوره سلوکیان است و در شهرستان اردل، بخش میانکوه، روستای ده کهنه واقع شده و این اثر در تاریخ ۸ مرداد ۱۳۸۱ با شمارهٔ ثبت ۵۹۹۰ به‌عنوان یکی از آثار ملی ایران به ثبت رسیده است.